# Торнбург (Айова)
Торнбург (англ. Thornburg) — місто (англ. city) в США, в окрузі Кіокак штату Айова. Населення — 45 осіб (2020).

## Географія
Торнбург розташований за координатами 41°27′19″ пн. ш. 92°19′58″ зх. д. / 41.45528° пн. ш. 92.33278° зх. д. (41.455395, -92.332761).  За даними Бюро перепису населення США в 2010 році місто мало площу 0,51 км², уся площа — суходіл.

## Демографія
Згідно з переписом 2010 року, у місті мешкало 67 осіб у 27 домогосподарствах у складі 20 родин. Густота населення становила 131 особа/км².  Було 29 помешкань (57/км²).
Расовий склад населення:
| - 100,0 % — білих |

До двох чи більше рас належало 0,0 %. Частка іспаномовних становила 1,5 % від усіх жителів.
За віковим діапазоном населення розподілялося таким чином: 22,4 % — особи молодші 18 років, 62,7 % — особи у віці 18—64 років, 14,9 % — особи у віці 65 років та старші. Медіана віку мешканця становила 42,5 року. На 100 осіб жіночої статі у місті припадало 86,1 чоловіків;  на 100 жінок у віці від 18 років та старших — 85,7 чоловіків також старших 18 років.
Середній дохід на одне домашнє господарство  становив 55 440 доларів США (медіана — 48 750), а середній дохід на одну сім'ю — 67 630 доларів (медіана — 68 542). Медіана доходів становила 35 000 доларів для чоловіків та 22 321 долар для жінок. За межею бідності перебувало 4,2 % осіб, у тому числі 9,5 % дітей у віці до 18 років та 0,0 % осіб у віці 65 років та старших.
Цивільне працевлаштоване населення становило 65 осіб. Основні галузі зайнятості: виробництво — 41,5 %, освіта, охорона здоров'я та соціальна допомога — 15,4 %, науковці, спеціалісти, менеджери — 12,3 %, мистецтво, розваги та відпочинок — 12,3 %.